# Спрудници и шљуке
Спрудници и шљуке (лат. Scolopacidae) представља назив велике породице, углавном барских птица. Већина врста храни се ситним бескичмењацима које налазе у блату или земљи. Различите дужине кљуна, самим тим и различита врста хране, код различитих врста омогућавају да се више врста храни на истом подручју без конкуренције и борбе за храну. Латински назив фамилије је настао од речи Scolopax, која означава род шумских шљука, и од суфикса idae.

## Опис
Дужина тела је од 12 до 66 центиметара. У зависности од еколошке нише коју насељавају, кљун и ноге могу бити различите дужине. Већина врста има уске кљунове. Код неких врста може бити закривљен надоле или нагоре, док је код неких раван. На врху се налазе тактилна чула помоћу којих проналазе плен. Крила су уска и зашиљена. Перје је обично браон или сиве боје, са различитим шарама. Стомак и груди су углавном, светли. Врсте рода Limnodromus имају риђе груди и горњи део стомака. Код неких врста обојеност перја зависи од годишњег доба (нпр. црни спрудник и већина врста рода Calidris). Оглашавање је гласно и бучно, често кратко и испрекидано, праћено звиждуцима и крицима. Црнокрили спрудник, за разлику од осталих врста има лепу и мелодичну песму. Барске шљуке своју територију обележавају тако ште узлете до одређене висине и онда нагло пониру ка земљи. Крута пера у крилима тада почну да вибрирају и производе карактеристичан звук. Неке врсте се интензивно оглашавају пред сеобу и током саме сеобе.

## Распрострањење и станиште
Распрострањени су у свим регионима изузев Антарктика. Већина врста се гнезди на северној хемисфери, одакле мигрира на југ. Неколико врста се гнезди у умереним подручјима. Тропске врсте живе у шумама на острвима у Пацифику. Врсте рода Coenocorypha су ендеми Новог Зеланда и Чатамских острва, док је Prosobonia parvirostris ендем Туамоту архипелага.  Насељавају различита влажна станишта, као што су влажне ливаде у тајгама и тундрама, муљевите и вегетацијом обрасле обале река, језера и мора, али и слатине и солане. Зимују на влажним стаништима у тропима, на делтама река, и на обалама морских залива и лагуна. Такође се могу срести и на пољима пиринча, али и на барама насталим после великих киша. Спрудницима и полојкама највише одговарају влажна станишта унутар континента, док се спрутке чешће хране на обалама мора. 
Већина врста живи на отвореним подручјима, али неке врсте насељавају и шуме.

## Биологија

### Исхрана
Исхрана се састоји од инсеката и њихових ларви, рачића, пужева, црва и шкољки које проналазе у блату, муљу или земљи. Неретко једу мање рибе и пуноглавце. У недостатку хране животињског порекла, једу семење, плодове, али и младице биљака. Лисконоге се хране тако што ногама подигну муљ са дна и онда сакупе плен са површине воде. Шљуке камењарке својим јаким, кратким кљуном преврћу камење у потрази за храном. Свака врста се храни на различитој дубини, што зависи од дужине ногу. Неке врсте могу и да пливају.

### Размножавање
Полни диморфизам обично није изражен, али се код неких врста може приметити разлика између мужјака и женке (нпр.спрудник убојица и тробојна лисконога). Понашање током сезоне парења је различито. Неке врсте су моногамне, док је за неке врсте, као што су бела спрутка и пегава полојка, карактеристрична полиандрија. За разлику од већине других птица, женка лисконоге је јарко обојена, удвара се и брани теритирију. Код спрудника убојице је сасвим супротно. Током сезоне парења, мужјаци се окупљају на тзв. „бојишта”, где се надмећу, шире крила, лебде у ваздуху, боре се и показују своје шарено перје, скрећући пажњу женкама. Након парења женка полаже јаја, сама лежи на њима и одгаја младунце без помоћи мужјака. Женка риђе спрутке је у другачијој ситуацији. Наиме, она током сезоне парења бива прогањана од стране неколико мужјака. Сам чин парења је такође различит од врсте до врсте. Неки парови се паре неколико пута дневно и тако неколико дана, док се парови других врста паре само једном ила двапут у сезони. Гнездо је обично смештено у удубљење на земљи, обложено травом или без ње. Неколико врста гради гнездо у бусену биљака, али није неуобичајено да полажу јаја и у напуштена гнезда других птица (нпр.спрудник мигавац и спрудник пијукавац). Женке обично легу три до четири крушколика, камуфлажно обојена јаја. Код моногамних парова на јајима леже оба родитеља. Када на јајима лежи један родитељ, он јаја напушта у подне, када су температуре највише, како би могао безбрижно да се храни. Дужина инкубације зависи од врсте до врсте. Уколико се грабљивица приближи гнезду, неке врсте ће чекати последњи тренутак и онда нагло излетети у нади да ће изненадити и уплашити непријатеља, док друге врсте праве буку, костреше перје и шире крила. Храбрији родитељи глуме повреду надајући се да ће скренути пажњу на себе и тако одвући непријатеља даље од легла и у последњем тренутку одлетети. Крупније врсте нападају све што сматрају да је претња по јаја и младе. Када се птићи излегу, способни су да се сами хране и прате родитеље већ неколико сати након излегања. Након потраге за храном, уморни младунци се враћају у гнездо где ће их мајка грејати током свежих ноћи. Како време пролази, птићи из неколико легала се удружују у „јаслице”. Чим оперјају, родитељи их напуштају и одлазе на сеобу, док млади остају још неко време како би прикупили довољно масних наслага пре путовања. Мање од половине младунаца преживи прву годину. 

### Сеоба
Ван гнездеће сезоне се окупљају у већа или мања јата која броје десетине, стотине и хиљаде јединки у зависности од врсте и периода године. У јатима су сигурније од грабљивица, а и успешније су у хватању бржег плена. Имају јаке грудне мишиће како би лакше прелетеле и издржале напорна путовања на југ. Сеоба у највећој мери зависи од доступности хране и од временских услова. Неке врсте прелазе велике раздаљине током сеобе, а многе јединке не преживе ово опасно путовање. Врсте које се гнезде на северу, због кратког лета имају мало времена за размножавање и одгајање младих. Зато се на своја вековна гнездилишта враћају нешто раније од осталих селица.

## Угроженост
Птице из ове фамилије највише угрожава: уништавање станишта, исушивање бара и мочвара у којима се гнезде и хране, узнемиравање у сезони гнежђења, сакупљање јаја од стране колекционара, загађивање мора, река и језера, уништавање плажа и муљевитих обала, али и лов током сеобе и зимовања. Лоше време може угрозити младунце. Природни непријатељи су им поморници, вране, лисице и птице грабљивице.

## Систематика
- Род полојке (Actitis)
  - Полојка
 (Actitis hypoleucos)
  - Пегава полојка
 (Actitis macularia)
- Род шљуке камењарке (Arenaria)
  - Шљука камењарка
 (Arenaria interpres)
  - Arenaria melanocephala
- Род Bartramia
  - Црнокрили спрудник
 (Bartramia longicauda)
- Род спрутке (Calidris)
  - Азијска велика спрутка
 (Calidris tenuirostris) EN
  - Велика спрутка
 (Calidris canutus) NT
  - Бела спрутка
 (Calidris alba)
  - Полуопнаста спрутка
 (Calidris pusilla) NT
  - Западна спрутка
 (Calidris mauri)
  - Црвеноврата спрутка
 (Calidris ruficollis) NT
  - Мала спрутка
 (Calidris minuta)
  - Седа спрутка
 (Calidris temminckii)
  - Дугопрста спрутка
 (Calidris subminuta)
  - Америчка мала спрутка
 (Calidris minutilla)
  - Белолеђа спрутка
 (Calidris fuscicollis)
  - Црнолеђа спрутка
 (Calidris bairdii)
  - Пегава спрутка
 (Calidris melanotos)
  - Сибирска црногруда спрутка
 (Calidris acuminata)
  - Риђа спрутка
 (Calidris ferruginea) NT
  - Морска спрутка
 (Calidris maritima)
  - Црнотрба спрутка
 (Calidris alpina)
  - Calidris ptilocnemis
  - Calidris virgata
  - Calidris himantopus
  - Calidris pygmaea CR
- Род Coenocorypha
  - Coenocorypha pusilla VU
  - Coenocorypha aucklandica NT
  - Coenocorypha huegeli NT
  - Coenocorypha barrierensis †
  - Coenocorypha iredalei †
  - Coenocorypha chathamica †
  - Coenocorypha miratropica †
  - Coenocorypha neocaledonica †
- Род барске шљуке (Gallinago)
  - Сибирска шљука
 (Gallinago stenura)
  - Свинхоуова шљука
 (Gallinago megala)
  - Шљука ливадарка
 (Gallinago media) NT
  - Барска шљука
 (Gallinago gallinago)
  - Gallinago nigripennis
  - Gallinago macrodactyla VU
  - Gallinago solitaria
  - Gallinago hardwickii
  - Gallinago nemoricola VU
  - Gallinago delicata
  - Gallinago paraguaiae
  - Gallinago andina
  - Gallinago nobilis NT
  - Gallinago undulata
  - Gallinago stricklandii NT
  - Gallinago jamesoni
  - Gallinago imperialis NT
- Род Limicola
  - Пљоснокљуна спрутка
 (Limicola falcinellus)
- Род шљуколике (Limnodromus)
  - Краткокљуна шљуколика
(Limnodromus griseus)
  - Дугокљуна шљуколика
 (Limnodromus scolopaceus)
  - Limnodromus semipalmatus NT
- Род муљаче (Limosa)
  - Муљача
 (Limosa limosa) NT
  - Америчка муљача
 (Limosa haemastica)
  - Лапонска муљача
 (Limosa lapponica) NT
  - Limosa fedoa
- Род Lymnocryptes
  - Мала шљука
 (Lymnocryptes minimus)
- Род царске шљуке (Numenius)
  - Мала царска шљука
 (Numenius phaeopus)
  - Танкокљуна царска шљука
 (Numenius tenuirostris) CR
  - Велика царска шљука
 (Numenius arquata) NT
  - Сибирска царска шљука
 (Numenius minutus)
  - Ескимска царска шљука
 (Numenius borealis) CR*
  - Numenius americanus
  - Numenius madagascariensis EN
  - Numenius tahitiensis VU
- Род лисконоге (Phalaropus)
  - Сива лисконога
 (Phalaropus fulicarius)
  - Црвеноврата лисконога
 (Phalaropus lobatus)
- Род Steganopus
  - Тробојна лисконога
(Steganopus tricolor)
- Род Philomachus
  - Спрудник убојица
 (Philomachus pugnax)
- Род Prosobonia
  - Prosobonia parvirostris EN
  - Prosobonia leucoptera †
  - Prosobonia ellisi †
  - Prosobonia cancellata †
- Род шумске шљуке (Scolopax)
  - Шумска шљука
 (Scolopax rusticola)
  - Амамска шљука
 (Scolopax mira) VU
  - Јаванска шљука
 (Scolopax saturata) NT
  - Новогвинејска шљука
 (Scolopax rosenbergii)
  - Филипинска шљука
 (Scolopax bukidnonensis)
  - Сулавеска шљука
 (Scolopax celebensis) NT
  - Молучка шљука
 (Scolopax rochussenii) EN
  - Америчка шљука
 (Scolopax minor)
- Род спрудници (Tringa)
  - Спрудник мигавац
 (Tringa glareola)
  - Спрудник пијукавац
 (Tringa ochropus)
  - Амерички спрудник пијукавац
 (Tringa solitaria)
  - Танкокљуни спрудник
 (Tringa stagnatilis)
  - Кривокљуни спрудник
 (Tringa nebularia)
  - Црвеноноги спрудник
 (Tringa totanus)
  - Црни спрудник
 (Tringa erythropus)
  - Сахалински спрудник
 (Tringa guttifer) EN
  - Велики жутоноги спрудник
 (Tringa melanoleuca)
  - Мали жутоноги спрудник
 (Tringa flavipes)
  - Tringa brevipes NT
  - Tringa incana
  - Tringa semipalmata
- Род Tryngites
  - Жутогруди спрудник
 (Tryngites subruficollis) NT
- Род Xenus
  - Дугокљуни спрудник
 (Xenus cinereus)

CR* - Постоји могућност да је ова врста изумрла, јер није забележена нигде од 1963.

## Галерија
- Спрудници убојице и црни спрудник на зимовалишту у Индији
- Тек излегли птић црнокрилог спрудника
- Шумска шљука са кишном глистом
- Црнокрили спрудник певајући са стуба обечежава територију
- Западне спрутке
- Седа спрутка се гнезди на северу Евроазије, а зимује у Африци
- Удварање шљуке ливадарке
- Јаја велике царске шљуке
- Спрудник пијукавац током прстеновања
- Полојкe прстеноване у Србији
- Црни спрудник прстенован у Србији
- Спрудник мигавац прстенован у Србији
- Птић пегаве полојке
- Беле спрутке у лету
- Дугокљуна шљуколика
- Мала царска шљука
- Парење црвеноврате лисконоге
- Изумрла врста Prosobonia leucoptera
- Tringa incana
- Дугокљуни спрудник